# Crème fraiche
La crème fraîche o crème fraiche (expressió francesa que traduïda literalment significa ‘crema fresca’) és una crema de llet, entre blanca i groc pàl·lid, amb un contingut en greix de 30–40 % i un 15% de lactosa, i lleugerament acidificada per cultures bacterianes que conté, essent (no esterilitzada, i podent ser madurada o deixada tal com està. S'assembla a la crema agra però no és pas tan amarga com aquest i és més grassa. Es produeix a partir de llet de vaca, sabent que també se'n comercialitza amb llet d'ovella.
Originàriament, la crème fraîche era una especialitat francesa, però avui s'ha escampa a Europa i és molt emprada en les seves cuines, així és fàcil de trobar-ne en forma de terrines en la secció de refrigerats dels supermercats. N'hi ha distribucions comercials especials amb menys contingut de lactosa per a persones que tenen intolerància a la lactosa.

## Descripció i mètode d'obtenció

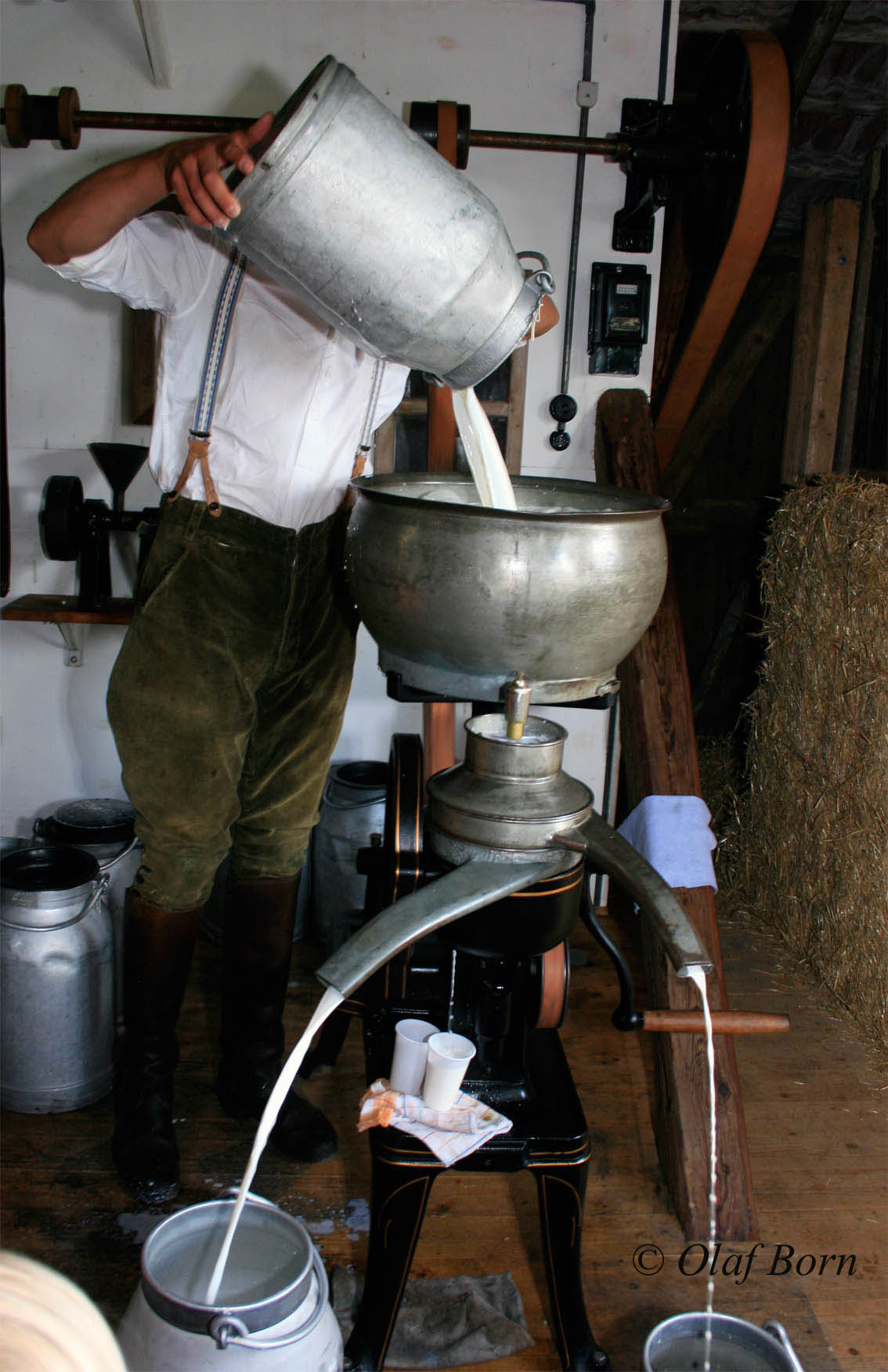
Descremament de la llet amb descremadora manual per un productor.

La crème fraîche s'obté introduint llet crua en una descremadora. La transformació obtinguda per centrifugació es deixarà crua, o serà sotmesa a un procés de pasteurització. La color va del blanc al groc, essent suau i fluida rep el nom de crema lleugera, com ara la crème fraîche fluida d'Alsàcia IGP o torna espessa, untuosa i acidulada després de la fermentació làctica si s'hi inoculat cultures de lactobacil en la crema lleugera no pasteuritzada i es deixen aquests darrers desenvolupar-se fins que la crema sigui àcida i grassa en una etapa de maduració. Després de 18 fins a 40 hores amb una temperatura de 20 fins a 40 °C, els bacteris transformen el sucre de la llet en àcid. Per aquesta raó no es pot fer a partir de crema pasteuritzada: l'absència de bacteris en aquesta crema implicaria que es podrís en comptes d'agrejar-se.

### Crème fraîche crua
Aquest tipus de transformació la fan principalment els agricultors per al consum familiar, venda en circuit curt o venda directa. El temps d'emmagatzematge de la nata crème fraîche varia segons la cura sanitària que es té durant la realització del processament, la microbiota de la llet crua de la qual prové, el seu mètode d'embalatge i la temperatura adoptada per al seu emmagatzematge (idealment 4 °C com a màxim).

### Crème fraîche pasteuritzada
La crème fraîche pasteuritzada es processa normalment en la indústria alimentària. Refrigerada a 4 °C màxim, es pot conservar durant 30 dies a partir de la seva data de fabricació, i dies després d'obrir-ne el contenidor o embalatge.

## Usos

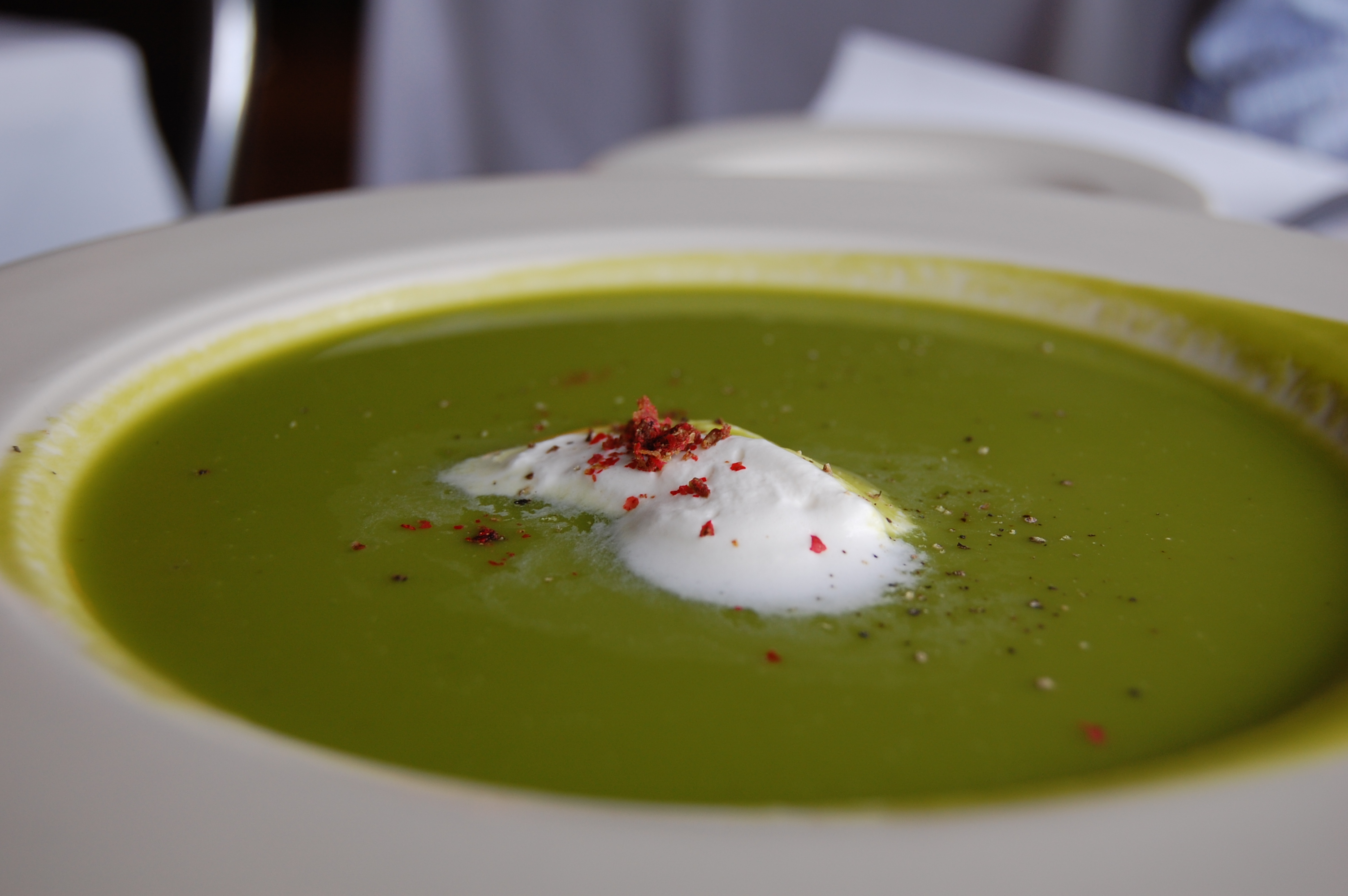
Sopa freda amb espàrrecs i crème fraîche.

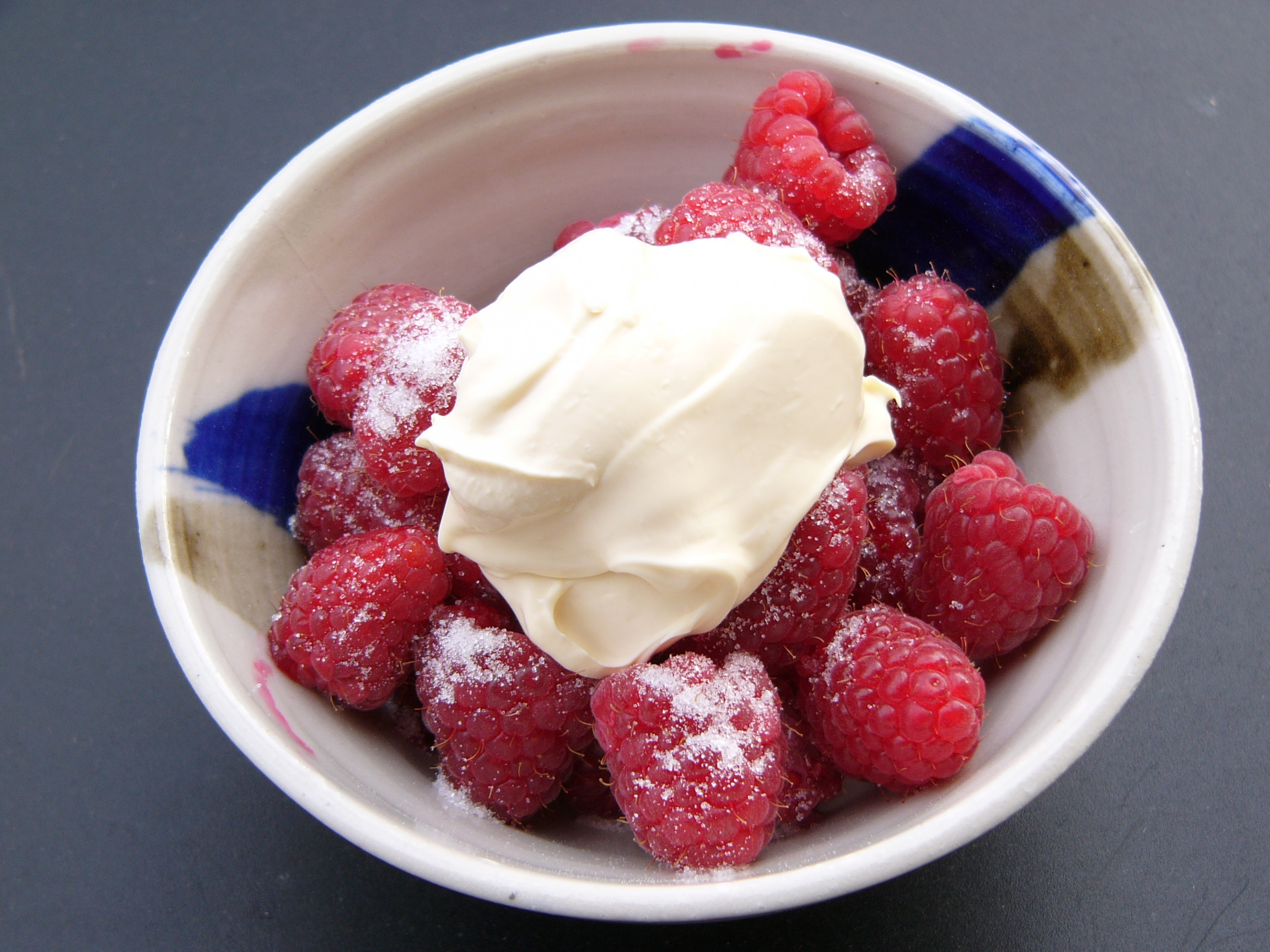
Gerds coberts amb crème fraîche espessa.

La crème fraîche fluida (sense inoculació de cultures de lactobacil) es presta especialment bé per a preparar una crema batuda o xantillí.
La crème fraîche (amb inoculació de cultures de lactobacil) resisteix bé la cocció; s'utilitza per a reduccions i la consistència o espessor. Tanmateix, es pot batre després d'afegir ~ 20 % de llet i refrigeració intensa. També és un ingredient de salses fredes (per a la terrina normanda...), i de les a base d'alcohol o àcids (per a l'andouillette de Troyes...), també se serveix com a cobertura i com a acompanyament (pastís Tatin...).
En general, crème fraîche, tal com la crema agra, s'utilitza en la majoria dels plats, però la primera posseeix dos avantatges sobre la segona: es pot transformar en crema agra i no es talla quan es bull. La crème fraîche existeix també sota una forma més líquida, que es diu a vegades crème fleurette. Hi ha en el mercat variants barrejades amb diferents ingredients, com ara all, herbes aromàtiques, etc. Sovint s'empra la crème fraîcheen l'elaboració de sopes, salses, rebosteria i darreries. És, juntament amb els ous batuts, la base de la salsa migaine emprada en l'elaboració de la quiche lorraine i altres pastissos salats.
En moltes receptes, es pot substituir per iogurt.

## Normativa lligada amb el comerç decrème fraîche

### França
A França, la transformació agroalimentària de productes lactis destinats al comerç i que reivindiquen la denominació "crème fraîche" han de reunir les característiques específiques establides en el Decret n 80-313 de 23 d'abril del 1980. En particular, l'ús de les paraules "crème fraîche" no és permès si la crema ha estat esterilitzada; si, com altres cremes enteres, té un contingut de greix procedent de la llet processada inferior a 30 %; si no s'ha condicionat al lloc de processament en les 24 hores posteriors a aquest tractament.